# 貝毒

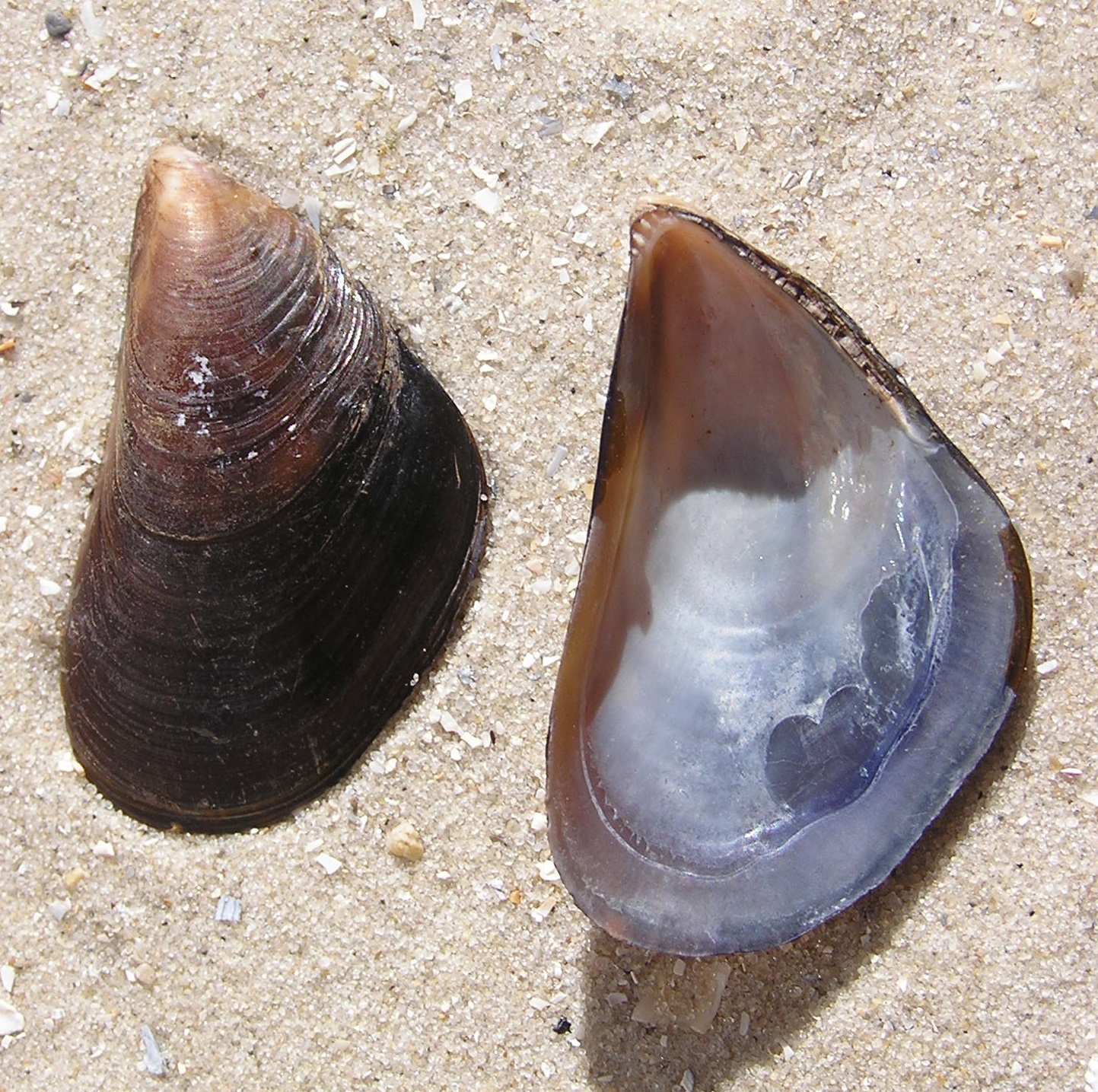
貝毒が蓄積されやすいとされているムラサキイガイ

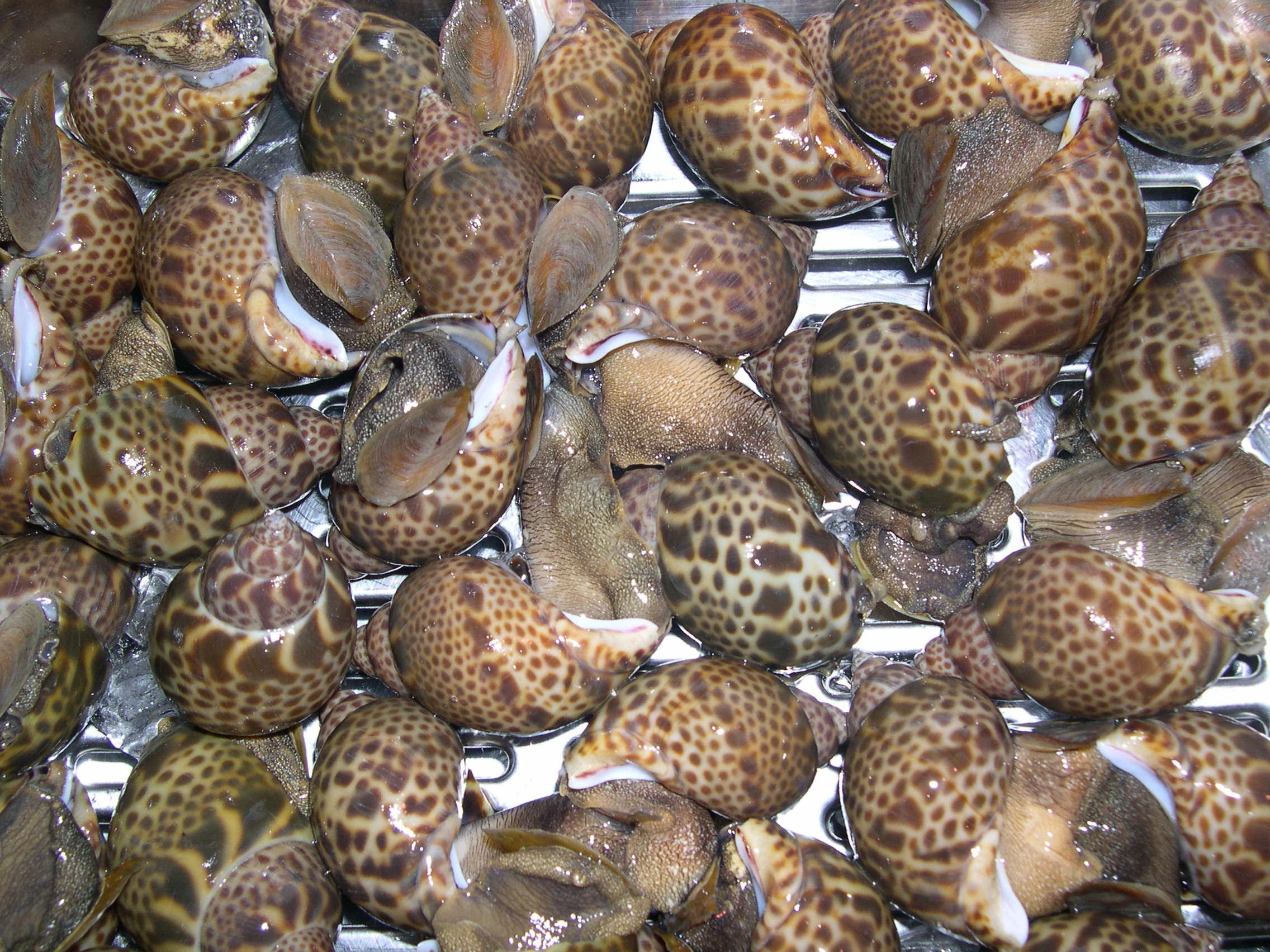
巻き貝のバイも毒化することがある

貝毒（かいどく）とは、魚介類が生産する毒物（マリントキシン）の一種で貝類の毒（動物性自然毒）を指す。

## 概説
渦鞭毛藻など海水中の有毒プランクトンを捕食した貝が毒を蓄え、毒化した貝を食べた事による食中毒症状を言い、一般的に「貝にあたる」と言う。毒素は加熱により無毒化することもなく、蓄積で貝の食味は変化しない。
毒化した貝を食べることで消化器系（下痢）と神経系の中毒症状を引き起こし、一度に100人以上が死亡した例もある（浜名湖アサリ貝毒事件）。日本では下痢性貝毒、麻痺性貝毒の発生があるが、神経性貝毒と記憶喪失性貝毒は、発生報告はない。
毒性をもつプランクトンは水温の上がり始める 4月ごろから5月ごろの期間に発生することが多い。このため都道府県の水産担当部局では、冬の終わりから海水中のプランクトンや貝の検査を行い、貝に含まれる毒の量を検査し安全を確かめている。基準値は可食部1グラムあたりの毒力が麻痺性貝毒4 MU、下痢性貝毒0.05 MU以上になった場合で、出荷停止措置が執られる。この措置は、貝自身の代謝により貝毒がなくなったことが検査で確認されれば解除される。潮干狩りなどの自己採集では、中毒が表面化しない場合も有る。
貝の種類により、毒の「蓄積しやすさ」および「排泄（代謝）」の速度は異なる。つまり、同一海域産であっても、貝によって毒化の期間が変わり、中毒を起こす場合と起こさない場合がある。ホタテガイ、ムラサキイガイは比較的毒化が長期間続き、カキは短期間である。
貝毒を引き起こす有毒プランクトンは、1Lの海水中に数細胞といった低濃度でも貝を毒化させる。このため、一般的に海域で有毒プランクトンが発生して貝が毒化している状況であっても、赤潮のようなプランクトンの増殖による海域の着色現象はみられない。

## 貝毒の種類

### 下痢性貝毒
下痢性貝毒 (DSP: Diarrheic Shellfish Poison)
- 毒成分：オカダ酸 (okadaic acid, OA)、ディノフィシストキシン (dinophysistoxin, DTX)、ペクテノトキシン群 (PTX)[7]、イエッソトキシン (YTX) 群などによる。
- 毒化原因：、渦鞭毛藻類のDinophysis属 (D. acuminata, D. fortii, D. norvegica, D. acuta) が原因生物とされているが、下痢性貝毒成分を検出しないD. cuminataが採集されることもある。さらに、Dinophysis属の発生量と毒量値には、正の相関関係が無いことも報告されており、Dinophysis属以外の原因生物の存在が示唆されている[8]。
- 原因となる貝：ホタテガイ、ムラサキイガイ、アサリ、ウバガイ（ホッキ）などほとんどの二枚貝で起こる。毒成分は中腸腺に蓄積される。
- 中毒症状：毒化貝の摂食により発症する。消化器系の食中毒症状で、激しい下痢、吐き気、嘔吐などを起こすが致命的ではない。下痢症状を起こさない程度の低濃度摂取を続けた場合の慢性毒性は解明されていない[9]。DTXは発ガン性が示唆されている[8]。

### 麻痺性貝毒
麻痺性貝毒 (PSP: Paralytic Shellfish Poison)

テトロドトキシンの化学式

- 毒成分：サキシトキシン (saxitoxin, STX)、テトロドトキシン (tetrodotoxin, TTX)、ゴニオトキシン (gonyautoxin, GTX) などによる[10]。
- 毒化原因：、渦鞭毛藻類の Protogonyaulax tamarensis ,Protogonyaulax catenella[11], アレキサンドリウム・タマレンセ（英語版）（Alexandrium tamarense） , アレキサンドリウム・カテネラ（英語版）、Gymnodinium catenatum、ビブリオ属の Vibrio alginolyticusなど。
- 原因となる貝：イガイ[12]、ホタテガイ、アサリ、カキ、ムラサキイガイ、ヒラオウギ、ヒオウギガイ、キンシバイ、貝以外でマボヤ など。毒成分の蓄積部位は貝の種類によって異なり、多くの種では中腸腺に蓄積されるが、キンシバイは筋肉も毒化する。北海道では、養殖ホタテガイが毎年夏頃になると毒化している。長崎県橘湾で採集した肉食性巻貝キンシバイNassarius (Alectrion) glansでフグ毒と同じテトロドトキシンによる中毒が報告されている[13]。
- 中毒症状：毒化貝の摂食により発症する。フグ中毒に類似しており、最悪の場合呼吸麻痺を起こして死に至る。比較的致命的になりやすい[12]。
- 加熱によって毒性は失われない。

### 神経性貝毒
神経性貝毒 (NSP: Neurotoxic Shellfish Poison)
- 毒成分：ブレベトキシン類 (Brevetoxin, BTX) などによる。
- 毒化原因：赤潮の原因プランクトンのひとつ有毒渦鞭毛藻のカレニア・ブレビス (Karenia brevis)。フロリダ、ニュージーランド、メキシコ湾で多発し、有毒プランクトンを摂食した広範囲の魚介類が毒性を持つ。
- 原因となる貝：カキ、タイラギなど、
- 中毒症状：毒化貝の摂食により発症する。口内の灼熱感、紅潮、運動失調などの症状を起こす。

### 記憶喪失性貝毒
記憶喪失性貝毒 (ASP: Amnesic Shellfish Poisoning)

ドウモイ酸の化学式

- 毒成分：アミノ酸の一種ドウモイ酸 による。南西諸島などに生息する紅藻類のハナヤナギも毒を持つ。
- 原因となる貝：ムラサキイガイなど、
- 中毒症状：毒化貝の摂食により発症する。消化器系の食中毒症状のほか脳細胞の異常興奮により海馬が破壊され、最悪の場合には健忘を起こし死に至る。1987年11-12月、カナダ東岸で中毒が発生。

### 外傷が原因
毒成分はコノトキシン (conotoxin) など5万種のペプチドによる。毒化原因は、渦鞭毛藻 (Gymnodinium breve)。
- 原因となる貝：温暖な海域に生息するイモガイは、歯舌が特殊な毒針となっており、ウェットスーツも貫通する。場合によっては30分程度で人も死亡する[14]。
- 中毒症状：イモガイによる外傷（刺傷）により発症する。全身の麻痺。死亡例有り。加熱すれば食べても食中毒は起こさない。
- オメガ（ω）コノペプチドは、鎮痛剤として利用されている[15]。

### 巻貝（ツブ）中毒
- 毒成分はテトラミンなど
- 原因となる貝：エゾバイ科の巻貝（ツブ）ヒメエゾボラやエゾボラモドキなどの唾液腺に含まれるテトラミン毒素が原因[16]。
- 中毒症状：視覚異常、めまい等
- 加熱によって毒性は失われない。

## 治療方法
血清や解毒剤などの特異療法は確立されていない。対症療法として胃洗浄や人工呼吸が行われる。

## 貝以外の生物の貝毒
毒化した二枚貝を多く捕食するヤシガニやケガニの近縁種のトゲクリガニなどで、毒化する例が報告されている。貝毒発生水域で捕獲される個体は、肝膵臓部（カニミソ部）に有毒成分を蓄積することがある。これは、動物質の餌を多く摂食していることによる。

## 日本における監視
日本では、
1. 貝類の捕獲海域（生産海域） - 有毒プランクトンの監視（毒化予察）を都道府県が実施
  - 海域、都道府県毎に決められた基準値を越えると漁業者に注意喚起が行われる。
2. 貝類の捕獲海域（生産海域） - 二枚貝の監視を都道府県あるいは漁業者が実施
  - 貝毒が基準値を超えると出荷の自主規制が行われ、貝毒が基準値を下回り所定の条件を満たすと出荷が再開される。
3. 流通 - 食品衛生法に基づく監視を出荷者、加工業者が実施

の三段階の体勢が整備され、毒化した貝と加工品の流通が阻止されている。

## 資料
- 高谷智裕、九州沿岸海域における麻痺性貝毒に関する研究 『長崎大學水産學部研究報告』 84, 1-38, 2003-03, NAID 110000987094
- 安元健、海産自然毒中毒の最近の傾向 『マイコトキシン』 2013年 63巻 1号 p.73-84, doi:10.2520/myco.63.73